# Runjani
Runjani (Servisch cyrillisch Руњани) is een plaats in de Servische gemeente Loznica. De plaats telt 2525 inwoners (2002).